# Samuel Richardson
Samuel Richardson (Derbyshire, 19 augustus 1689 – Londen, 4 juli 1761) was een Engels drukker en schrijver van zedenromans. 
Richardson was de zoon van een meubelmaker en begon rond 1720 een drukkerij. Zijn vrienden vroegen hem een brievenboek samen te stellen voor ongeletterden. Hieruit kwam de eerste Engelse karakterroman voort, getiteld Pamela, or Virtue Rewarded (1740-1741). Richardson legde hiermee de basis voor de briefroman. De Engelse portretschilder Joseph Highmore maakte een twaalftal schilderijen ter illustratie bij het boek en maakte ook een aantal portretten van de auteur. 'Pamela' werd een onmiddellijk succes en de opvolger, Clarissa, or, the History of a Young Lady (1747-1748), was nog succesvoller. De intense emotionaliteit van dat laatste boek gaf mee vorm aan de sensibiliteit van de verlichtingstijd in Europa, zoals ook Julie, ou la nouvelle Héloïse en Die Leiden des jungen Werthers zouden doen. In 1753-1754 volgde The History of Sir Charles Grandison. Richardson beschouwde dit werk als zijn magnum opus, alhoewel het veel minder succesvol was.
Richardson was een van de auteurs op de Index librorum prohibitorum, een door de paus vastgestelde lijst van boeken die katholieken niet mochten lezen.

## Voetnoten
1. ↑  Ritchie Robertson, The Enlightenment. The Pursuit of Happiness 1680-1790, 2020, p. 274

- Bibsys: 1449740277488
- Biblioteca Nacional de España: XX1087940
- Bibliothèque nationale de France: cb11921887m (data)
- Biografisch Portaal: 30662085
- Catàleg d'autoritats de noms i títols de Catalunya: 981058518255706706
- CiNii: DA00360403
- Digitale Bibliotheek voor de Nederlandse Letteren: rich003
- Gemeinsame Normdatei: 118600346
- International Standard Name Identifier: 0000 0001 0890 984X
- KulturNav: cc405a88-2f4a-49b4-b98a-f9c396fd7366
- Library of Congress Control Number: n80037044
- Nationale Bibliotheek van Letland: 000064749
- Bibliotheek van het Japanse parlement: 00454146
- Nationale Bibliotheek van Tsjechië: kup19970000082594
- Nationale bibliotheek van Australië: 35451421
- Nationale Bibliotheek van Israël: 987007266902605171
- Nationale Bibliotheek van Polen: a0000001181545
- Nationale en Universitaire bibliotheek Zagreb: 000055975
- Nederlandse Thesaurus van Auteursnamen: 069343233
- Istituto Centrale per il Catalogo Unico: MILV148722
- LIBRIS: 290765
- SNAC: w6bz6822
- Système universitaire de documentation: 027099180
- Trove: 957706
- Virtual International Authority File: 41845728
- WorldCat: E39PBJyMjgkGJbmWykhxqFBF8C